# Obvio
Obvio – brazylijski producent mikrosamochodów z siedzibą w Duque de Caxias, działający od 2001 roku. 

## Historia
Przedsiębiorstwo Obvio założone zostało w brazylijskim mieście Duque de Caxias, za cel obierając rozwój niewielkich samochodów lokalnej produkcji. Pierwszym pojazdem zbudowanym przez firmę był prototyp niewielkiego, 2,6-metrowego mikrosamochodu Obvio 828, który wyposażono w ponad 100-konny, 1,6-litrowy silnik benzynowy konstrukcji amerykańskiego Chryslera. Kolejnym prototypem, który nie doczekał się ostatecznie realizacji i nie wykroczył poza fazę modeli glinowych, był projekt dwudrzwiowego coupe z silnikiem konstrukcji brytyjskiego Lotusa.
W połowie pierwszej dekady XXI wieku brazylijskie samochody Obvio miały trafić do sprzedaży na mocy porozumienia z amerykańskim przedsiębiorstwem ZAP, które również nie doczekały się jednak realizacji. Po długiej przerwie, firma powróciła w 2014 roku z prototypem tym razem w pełni elektrycznego pojazdu o nazwie Obvio 828E, stanowiącego rozwinięcie koncepcji modelu 828 sprzed wówczas 11 lat.

## Modele samochodów

### Studyjne
- Obvio 828 (2003)
- Obvio 012 (2005)
- Obvio 828E (2014)